# Torrent de Fregnolay
Der Torrent de Fregnolay (andere Schreibweisen Fregnoley und Freygnolet) ist ein Wildbach in den südwestlichen Walliser Alpen in der Schweiz. Er entwässert ein etwa sieben Quadratkilometer grosses Gebiet im Val de Bagnes und mündet in die Dranse de Bagnes, einen Nebenfluss der Rhone. Der Bergbach zählt zu den gefährlichen Gewässern im Wallis, weil er bei Hochwasser verheerende Murgänge verursachen kann.
Der Gewässername bedeutet «Wildbach von Fregnolay» und bezieht sich auf die kleine, nahe der Mündung des Bachs gelegene Ortschaft mit dem Lokalnamen «Fregnolay», der auf die regionale frankoprovenzalische Bezeichnung fragno für die Esche zurückgeht; die Namensform mit dem Suffix -ay bedeutet eine Stelle, wo die betreffenden Pflanzen häufig vorkommen.

## Geographie
Der Lauf des Wildbachs ist in zwei unterschiedliche Abschnitte unterteilt. Der Oberlauf entwässert einen Bereich des Hochgebirges auf der rechten Talseite des Val de Bagnes zwischen den Dreitausendern Bec des Rosses und Mont Gelé. Ganz im Südosten des Einzugsgebiets befindet sich der kleine Gletscher Glacier de la Chaux, der um 1900 noch eine Fläche von etwa einem Quadratkilometer hatte und seither auf einen geringen Rest am Nordostfuss des Bec des Rosses abgeschmolzen ist. Unter der im Halbrund angeordneten Bergkette liegt die rund drei Quadratkilometer grosse, in Terrassen gegliederte Alp La Chaux, deren grösster Teil vom Torrent de Fregnolay entwässert wird. Einige Flächen und Mulden auf den Alpweiden enthalten Feuchtgebiete und Moore. Ein Quellbach des Torrent de Fregnolay entspringt im Gebiet Grands Creux auf 2470 m ü. M. aus einem kleinen Sumpfgebiet.

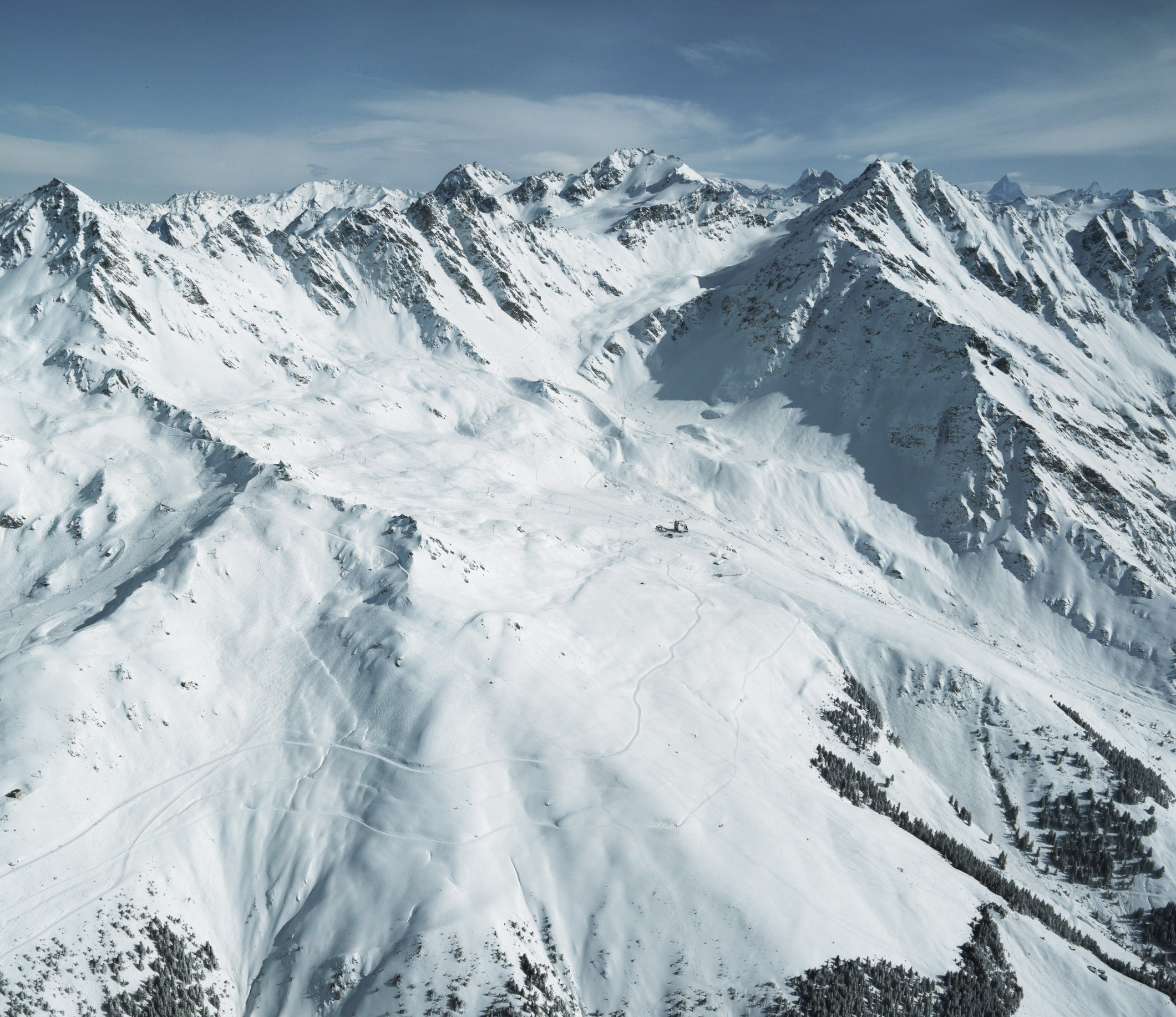
Quellgebiet des Torrent de Fregnolay im Hochgebirge

Das Wasser des Bergbachs, der früher stark vom Schmelzwasser aus dem Glacier de la Chaux abhängig war, wird seit Jahrhunderten bei La Chaux mit zwei für die trockene Bergregion wichtigen Bewässerungskanälen, der 1465 gebauten Bisse de Levron und der Raye des Verbiérins, gegen Nordwesten zu den Wässerungswiesen der Ortschaften Verbier und Levron geleitet.
Die Zone La Chaux mit den Quellbächen des Torrent de Fregnolay hat eine sehr grosse Bedeutung für den Tourismus im Unterwallis. Sie ist mit Seilbahnen und mit zahlreichen Berg- und Wanderwegen erschlossen, von denen der Sentier des chamois (deutsch «Gemsenweg») auch den Bach überquert; auf einem Felsvorsprung steht als Ausgangspunkt für Hochtouren in das Gebirge die SAC-Hütte Cabane du Mont Fort; und vor allem ist die hochgelegene, weitläufige Terrassenlandschaft als Zentrum des Skigebiets von Verbier bekannt. Seit 2004 planten die Gemeindebehörden den Bau eines Staubeckens im Gebiet La Chaux, um Wasserreserven für die Trinkwasserversorgung, den Bedarf an Löschwasser und die künstliche Beschneiung der Skipisten zu sammeln.
Der Unterlauf des Wildbachs beginnt am unteren Rand der Alpweiden im Bereich der Waldgrenze bei der Alpsiedung Les Shlerondes auf etwa 1950 m ü. M. Der Bach fällt sehr steil in das Tobel am Wald L'Arbaray hinunter, das sich in südwestlicher Richtung zwei Kilometer weit zwischen den Dörfern Sarreyer und Lourtier bis zum Talboden hinunterzieht, und überwindet auf dieser Strecke ein Gefälle von fast tausend Metern. Geologisch gehört dieser Gebirgsteil zu stark verformten Schichten des Penninikums, die als Siviez-Mischabel-Decke bezeichnet werden. Der Wildbach hat so wie auch der nächste Bergbach Torrent de Lourtier tiefe Erosionsrunsen in den steilen Berghang gegraben. Im mittleren Abschnitt ist die Schlucht seit den 1970er Jahren teilweise mit Lockergestein gefüllt, in dem der Bach versickert, so dass er erst etwa 500 Meter weiter unten wieder an der Oberfläche erscheint. Bei Les Creux östlich von Sarreyer besitzt der Kraftwerksbetreiber Forces Motrices de Mauvoision eine Wasserentnahmestelle, von wo aus das Wasser zum Kraftwerk in der Nähe des Weilers Fregnolay geleitet wird. In den 1950er Jahren wurde im Bachgraben in deren Umgebung mit Ausbruchsmaterial vom Stollenbau der Wasserkraftwerke eine Deponie angelegt.
Der gegen Süden ausgerichtete Berghang auf der rechten Seite des Tobels beim Weiler Les Creux weist wertvolle trockene Bergweiden auf, die wegen ihrer Biodiversität, Pflanzengemeinschaften und Bodenstrukturen im Bundesinventar der Trockenwiesen und -weiden von nationaler Bedeutung verzeichnet sind.
Im Dransetal schuf der Bach über Jahrtausende mit dem heruntergeschwemmten Gestein einen Bachschuttkegel, der sich neben dem Talfluss fast einen Kilometer weit das Tal hinunter erstreckt. Östlich des Weilers Le Fregnolay, der etwas erhöht über der schiefen Schwemmfläche liegt, mündet der Wildbach auf 945 m ü. M. in die Dranse.
Der Torrent de Fregnolay hat, abgesehen von seinen verschiedenen Quellbächen, keine Zuflüsse. Die Bergflanke wird nahe bei ihm von anderen Wildbächen zur Dranse entwässert: einen Kilometer talaufwärts mündet der Torrent de Lourtier und zwei Kilometer unterhalb der Torrent de Sarrayer in die Dranse.
Den Verlauf des Baches queren 16 Stege, Brücken und andere Übergänge.

## Naturgefahren
Bei starken Niederschlägen im Gebirge führt der Torrent de Fregnolay Hochwasser und reisst viel Gestein von den Berghängen in das Tal. In höheren Landschaftsstufen verliert der Berghang durch das Auftauen von Permafrost seinen Halt. Das lockere Gestein und die Moränen am Berghang bei Lourtier und Sarreyer werden durch das Wasser instabil, und die Behörden des Kantons Wallis beobachten massive Hangbewegungen. Der Gewässerraum im Unterlauf und seine Umgebung ist in der kantonalen Naturgefahrenkarte als Zone mit hohem Hochwasserrisiko ausgewiesen.

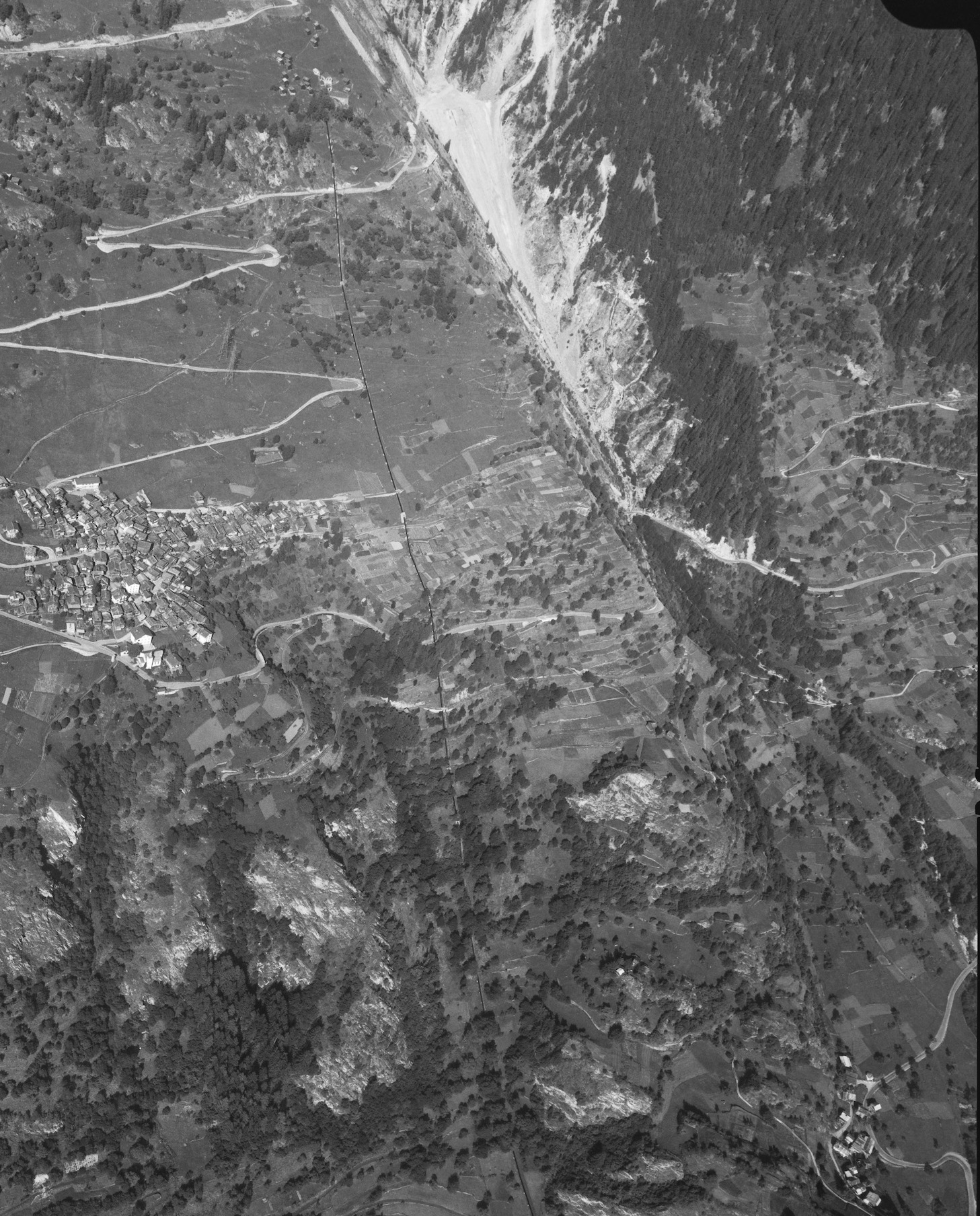
Erosionsgraben des Torrent de Fregnolay bei Sarreyer; rechts unten der Weiler Le Fregnolay

Während der Periode sehr schwerer Unwetter im Alpenraum Anfang Juli 2024 und erneut im Sommer 2025 verursachten Hochwasser im Wildbach ungewöhnlich starke Murgänge, bei denen die Bachübergänge der Talstrassen nach Lourtier und Sarrayer und auch zwei Wanderwegbrücken zerstört wurden. Die Strassenverbindung in das obere Bagnestal war für zwei Monate unterbrochen. Eine nach dem Unwetter von 2024 für die Kantonsstrasse gebaute provisorische Strassenbrücke wurde durch den Murgang anfangs Juni 2025 wieder zerstört. Die Bewohner der nahe am Schwemmkegel liegenden Weiler Le Fregnolay und Les Epenays wurden im Juni 2025 evakuiert. Weil das Geröll im Bachgraben tagelang unstabil war und neue Murgänge drohten, konnten die Landwirte das Vieh für die Alpsaison 2025 nicht auf der Strasse in das obere Bagnestal bringen, und der Alpaufzug zu den grossen Bergweiden von Séry und Charmontane erfolgte im Juni 2025 zu Fuss und auf Umwegen auf der anderen Seite der Dranse über La Sasse.
Weil der Wildbach im Juli 2024 die Betonbrücke der Strasse von Lourtier in das Bergdorf Sarreyer zerstört hatte und der Ort seither mit Fahrzeugen nicht mehr erreichbar war, wurde von Champsec nach Sarrayer eine neue Luftseilbahn gebaut, die am 17. Februar 2025 den Betrieb aufnahm.
Im Juni 2025 überbrückte ein Detachement der Schweizer Armee den Bachgraben des Fregnolay mit einer militärischen Hilfsbrücke (Mabey-Johnson-Brücke) von 51 Meter Länge, um den Zugang nach Lourtier und Fionnay provisorisch wieder zu ermöglichen. Der Staatsrat des Kantons Wallis beschloss im Herbst 2024, für die Talstrasse nach Lourtier einen Tunnel unter dem Bachbett des Torrent de Fregnolay zu bauen.